# Phantom of the Opera
Phantom of the Opera é uma canção da banda de heavy metal britânica Iron Maiden. Sua letra é baseada no romance de mesmo nome do escritor francês Gaston Leroux de 1910, e primeira aparição foi no álbum de estreia homônimo do grupo, em 1980. É considerada uma das melhores canções da banda, estando presente no repertório de muitas turnês do Iron Maiden desde quando foi lançada, e também sendo incluída em várias coletâneas de sucessos deles, como Best of the Beast, Ed Hunter e The Essential Iron Maiden.